# Schultesia doniana
Schultesia doniana är en gentianaväxtart som beskrevs av Prog.. Schultesia doniana ingår i släktet Schultesia och familjen gentianaväxter. Inga underarter finns listade i Catalogue of Life.